# Хаџе Насирудин Туси
Абу Џафар Мухамад ибн Мухамад ибн Хасан Туси (перс. حسن طوسی‎‎, 18. фебруар 1201 – 26. јун 1274), познат и као Хаџе Насирудин Туси, био је персијски полихистор, архитекта, филозоф, лекар, научник и теолог. Он се сматра креатором тригонометрије као самосталне математичке дисциплине. Хаџе је био дванаестнички муслиман. Мулимански учењак Ибн Халдун (1332–1406) је сматрао Тусија највећим међу касним персијским учењацима.
Умро је, након једномесечне болести, у Багдаду 1274. године. Рано је почео да студира јуриспруденцију, методологију јуриспруденције и основе рационалних наука. У Тусу се упознао са одређеним делима из логике, природних наука и матефизике, касније завршава највише степене стручног традиционалног образовања, теологије, филозофије и математике.

## Живот и политички утицај
У 13. веку, исламска филозофија је још једном добила неоспорни друштвени значај захваљујући неуморном раду и брилијантним резултатима научног живота Насирудина Тусија, познатог по имену Хаџе или Хаџе-Насир. Хаџе је маестрално познавао бројне дисциплине традионалних наука и његово име неодољиво подсећа на доба поновног живота и свестраног процвата исламских наука. Rођен је у граду Тус, у северозападном делу данашњег Ирана, 1201. године. У свом завичају, пред својим оцем који је био познати јурист, изузетно рано је почео да студира јуриспруденцију, методологију јуриспруденције и основе рационалних наука. Највероватније у Тусу упознао се и са одређеним делима из логике, природних наука и метафизике. Након тога, он одлази у утицајне центре ондашње учености, у оближњи град Нишапур и касније у Багдад, где ће завршити највише степене стручног традиционалног образовања и одлично савладати значајна дела из теологије (калам), филозофије и математике. Хаџе је филозофију учио код Фаридудина Дамада Нишабурија, који је припадао четвртој генерацији ученика Ибн Сине. Пред њим је детаљно изучио текст познате Ибн Синине филозофске књиге ал-Ишарат. Медицину је, на основу текста, такође Ибн Синине, књиге Канон, учио пред Кутбудином ал-Мисријем, а математику углавном код гласовитог Кемалудина ибн Јунуса.
Хаџе је живео у једном од најсуровијих периода у историји муслиманских друштава. Тужне године нове судбине и патње почињу онда када се Великом Хорасану приближавала немилосрдна монголска војска из централне Азије и рушила и палила све пред собом. Нестали су, један за другим, велелепни симболи исламске цивилизације и учености. Бројне школе и библиотеке од непроцењивог значаја потпуно су изгорели. У целом том крају, једино су исмаилитска војна утврђења остала заштићена и релативно мирна. По захтеву ондашњег заповедника исмаилита, Хаџе се склања у њихове тврђаве где, као изврсни научник, добија посебан углед и друштвени утицај. Моћни монголски владар Хулагу-кан (1217–1265) свргнуо је исмаилите с власти 1256. и запосео све северне пределе данашњег Ирана. Но, и он је показивао изразито поштовање према науци и астрономији, што је било узрок да Хаџе можда неочекивано постане њихов угледни помоћник и научни саветник. Уз подршку Хулагуа, Хаџе је 1259. основао спектакуларну опсерваторију (rasad-hane) у граду Марага, у данашњем иранском Азербејџану. Опсерваторија је била опремљена најбољим инструментима од којих су неки били конструисани први пут.
За време Хулагуове владавине, као и за време владавине његовог наследника Абаке, Хаџе је био изузетно угледан и утицајан политичар. умро је, након једномесечне болести, у Багдаду 1274. године.